# Sadowe (rejon derażniański)
Sadowe (ukr. Садове) – wieś na Ukrainie, w obwodzie chmielnickim, w rejonie derażniańskim. W 2001 roku liczyła 234 mieszkańców.